# 小行星6424
小行星6424（6424 Ando）是一颗绕太阳运转的小行星，为主小行星带小行星。该小行星于1994年3月14日发现。

## 轨道参数
小行星6424的轨道半长轴为3.0204409 UA，离心率为0.105。